# Municipio de Hanover (condado de Wexford)
El municipio de Hanover (en inglés: Hanover Township) es un municipio ubicado en el condado de Wexford en el estado estadounidense de Míchigan. En el año 2010 tenía una población de 1560 habitantes y una densidad poblacional de 16,66 personas por km².

## Geografía
El municipio de Hanover se encuentra ubicado en las coordenadas 44°28′34″N 85°38′47″O / 44.47611, -85.64639. Según la Oficina del Censo de los Estados Unidos, el municipio tiene una superficie total de 93.62 km², de la cual 93.2 km² corresponden a tierra firme y (0.45%) 0.42 km² es agua.

## Demografía
Según el censo de 2010, había 1560 personas residiendo en el municipio de Hanover. La densidad de población era de 16,66 hab./km². De los 1560 habitantes, el municipio de Hanover estaba compuesto por el 96.47% blancos, el 0.45% eran afroamericanos, el 0.9% eran amerindios, el 0.13% eran asiáticos, el 0.38% eran isleños del Pacífico, el 0.13% eran de otras razas y el 1.54% pertenecían a dos o más razas. Del total de la población el 1.73% eran hispanos o latinos de cualquier raza.